# Grigno
Grigno és un municipi italià, dins de la província de Trento. L'any 2007 tenia 2.326 habitants. Limita amb els municipis d'Arsiè (BL), Asiago (VI), Castello Tesino, Cinte Tesino, Cismon del Grappa (VI), Enego (VI) i Ospedaletto.

## Administració
| Període | Identitat     | Partit        |
| ------- | ------------- | ------------- |
| 2008-   | Flavio Pacher | Llista cívica |